# Staustufe Straubing
Die Staustufe Straubing ist eine Staustufe der Donau bei Stromkilometer 2322,02 im Stadtgebiet der kreisfreien Stadt Straubing in Niederbayern. Sie besteht aus einem Wehr mit Bootsgasse, dem Laufwasserkraftwerk Straubing und der Schleuse Straubing. Über die Staustufe verläuft auf der Kagerser Brücke die so genannte Westtangente, die Kreisstraße SRs 48.
Der mittlere Abfluss beträgt hier 460 m³/s, der Hochwasserabfluss etwa 4000 m³/s.

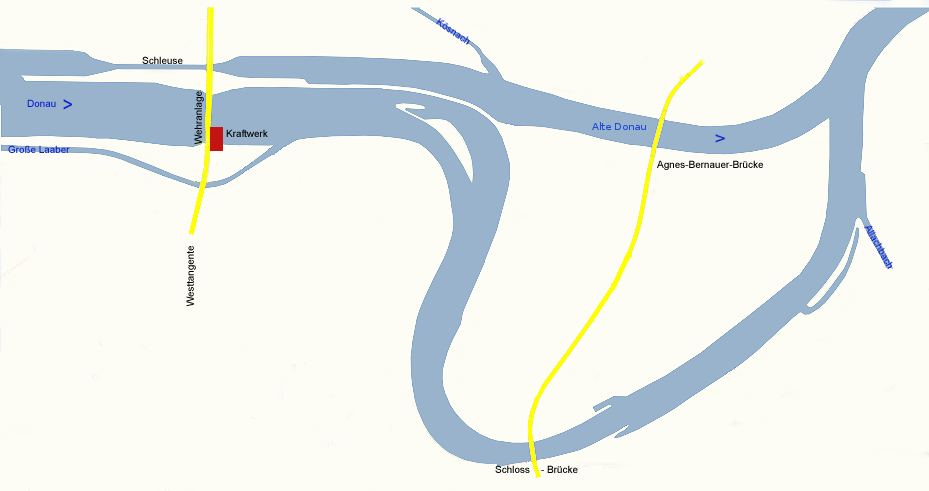
Verlauf der Donau in Straubing
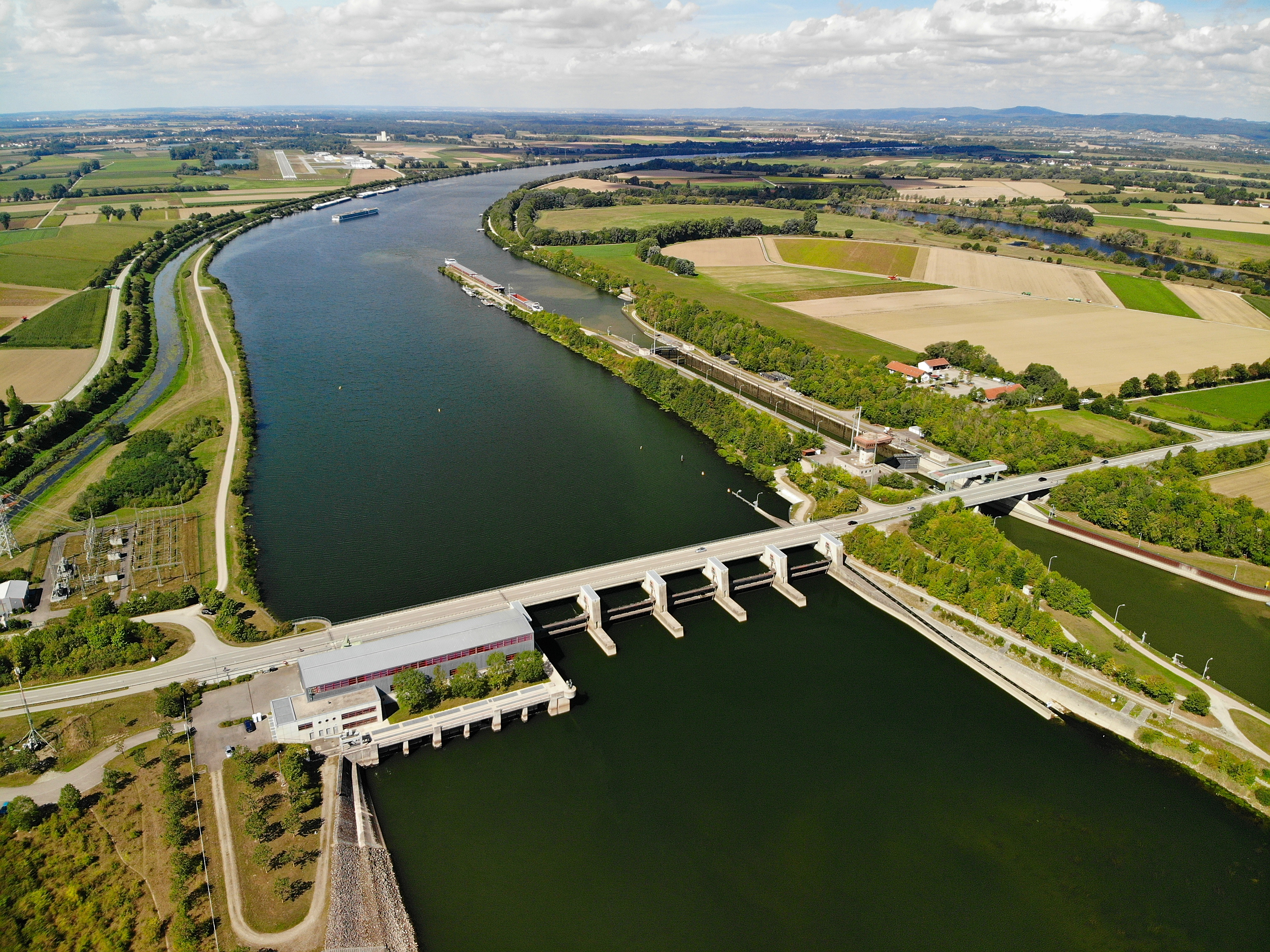
Staustufe Straubing

## Aufbau
An der Staustufe Straubing verzweigt die Donau. Kraftwerk und Wehr liegen im rechten Bereich der Donau und leiten in den Südarm der Donau, auch Wehrarm genannt, ab. Linksseitig liegt die Schleuse Straubing, deren Unterwasser die Alte Donau (Straubing) bildet. Zwischen dem Unterwasser des Wehrs und dem Schleusenunterwasser besteht ein 800 Meter langer Damm, der neue Beschlacht, von der Staustufe zur Donauinsel Gstütt. Bei höheren Wasserführungen ab etwa 700 m3 pro Sekunde wird er in Richtung zur Alten Donau überströmt, um die Abflussverhältnisse in der Straubinger Schleife durch den Staustufenbau nicht grundlegend zu verändern. Der Stauraum der Staustufe Straubing erstreckt sich über 25 Kilometern Länge bis zum Kraftwerk Geisling. Das Stauziel am Wehr Straubing liegt etwa drei Meter über dem Gelände, weshalb insgesamt 33 Kilometer Seitendämme angelegt wurden und im oberen Bereich der Stauhaltung als Hochwasserdeiche fortgeführt wurden.

### Wehr

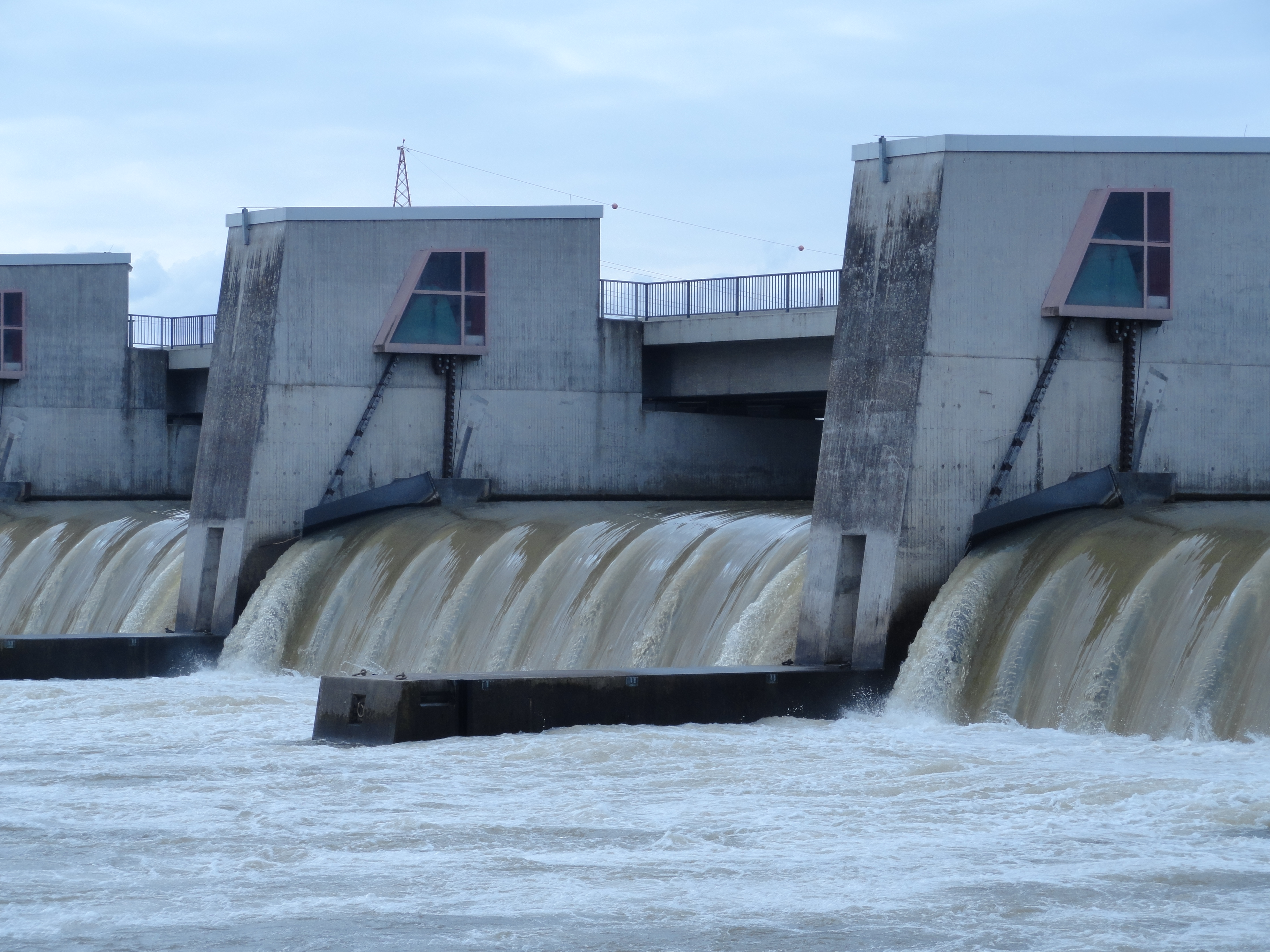
Wehr mit gesenkten Kappen wird überströmt

Fünf Felder mit einer lichten Weite von je 24 Metern bilden die Wehranlage zwischen der linksseitigen Schleuse und der rechtsseitigen Kraftwerksanlage. Die Verschlüsse sind Zugsegmente mit aufgesetzter Kappe mit einer Verschlusshöhe von 9,30 Meter einschließlich Freibord. Die Sohle der Wehranlage liegt auf 311,2 m ü. NN, Stauziel für Normalstau ist 320 m ü. NN, Höchststau ist 320,3 m ü. NN. Links neben dem Wehr besteht eine Bootsgasse mit einer Durchfahrtsbreite von 2,3 Meter.

### Kraftwerk

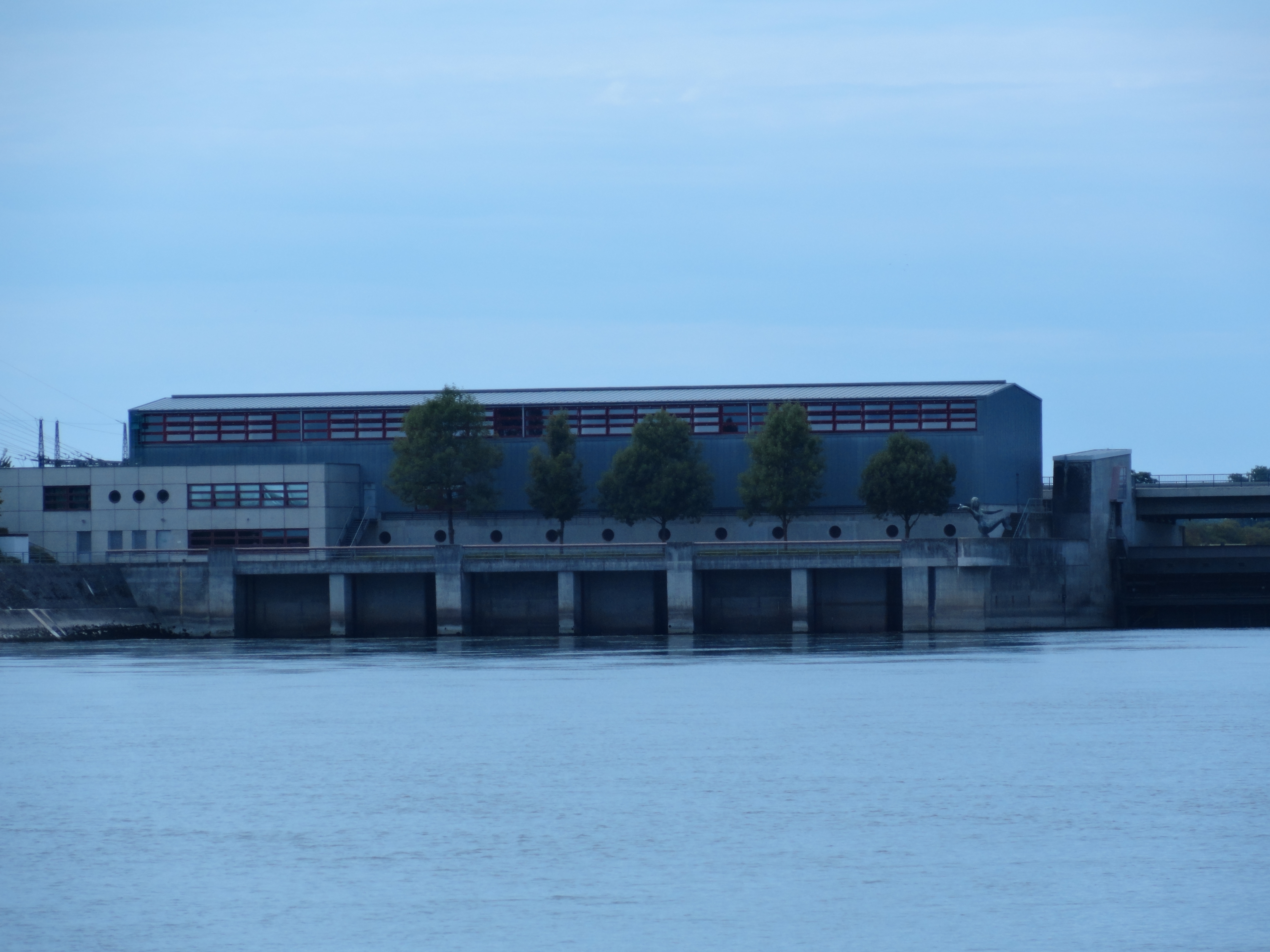
Maschinenhaus vom Unterwasser aus

Das Laufwasserkraftwerk Straubing ist ausgelegt auf eine Ausbauwassermenge von 501 m3/s und eine Nennleistung von 21,5 MW
und hat mit seinen drei Kaplanturbinen ein jährliches Regelarbeitsvermögen von durchschnittlich 145 Millionen Kilowattstunden. Die mittlere Fallhöhe beträgt etwa 5,3 m.

Siehe auch: Laufwasserkraftwerk Straubing

### Schleuse

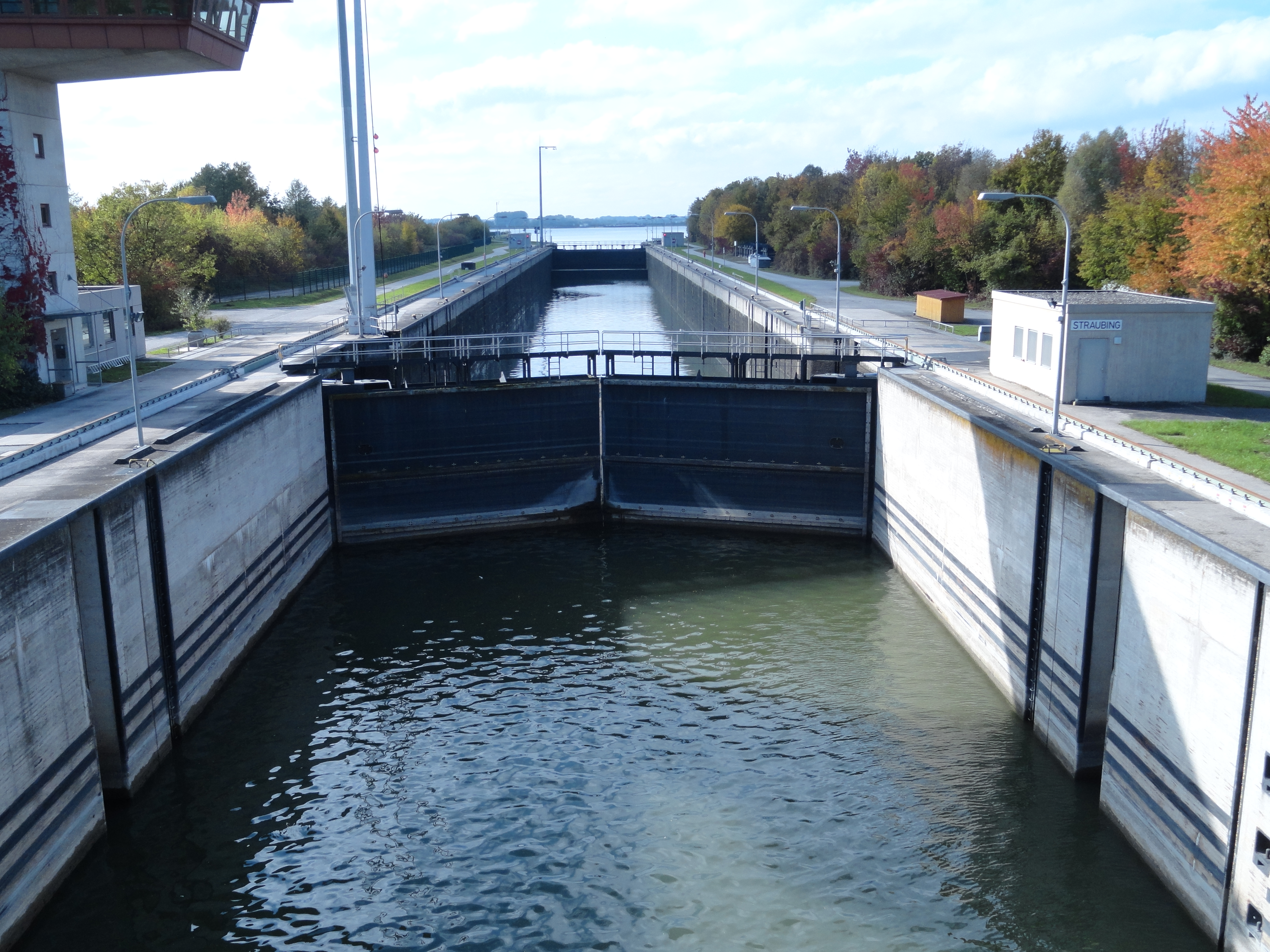
Schleusenkammer

Die Schleuse Straubing ist eine Einzelschleuse mit einer nutzbaren Länge von 230 m und einer Nutzbreite von 24 m. Sie wird am Ober- und Unterhaupt jeweils durch ein Stemmtor verschlossen und hat eine mittlere Fallhöhe von 6,21 m. Die Bedienung erfolgt ferngesteuert aus der Leitzentrale der WSV in Regensburg.

Siehe auch: Schleuse Straubing

### Brücke

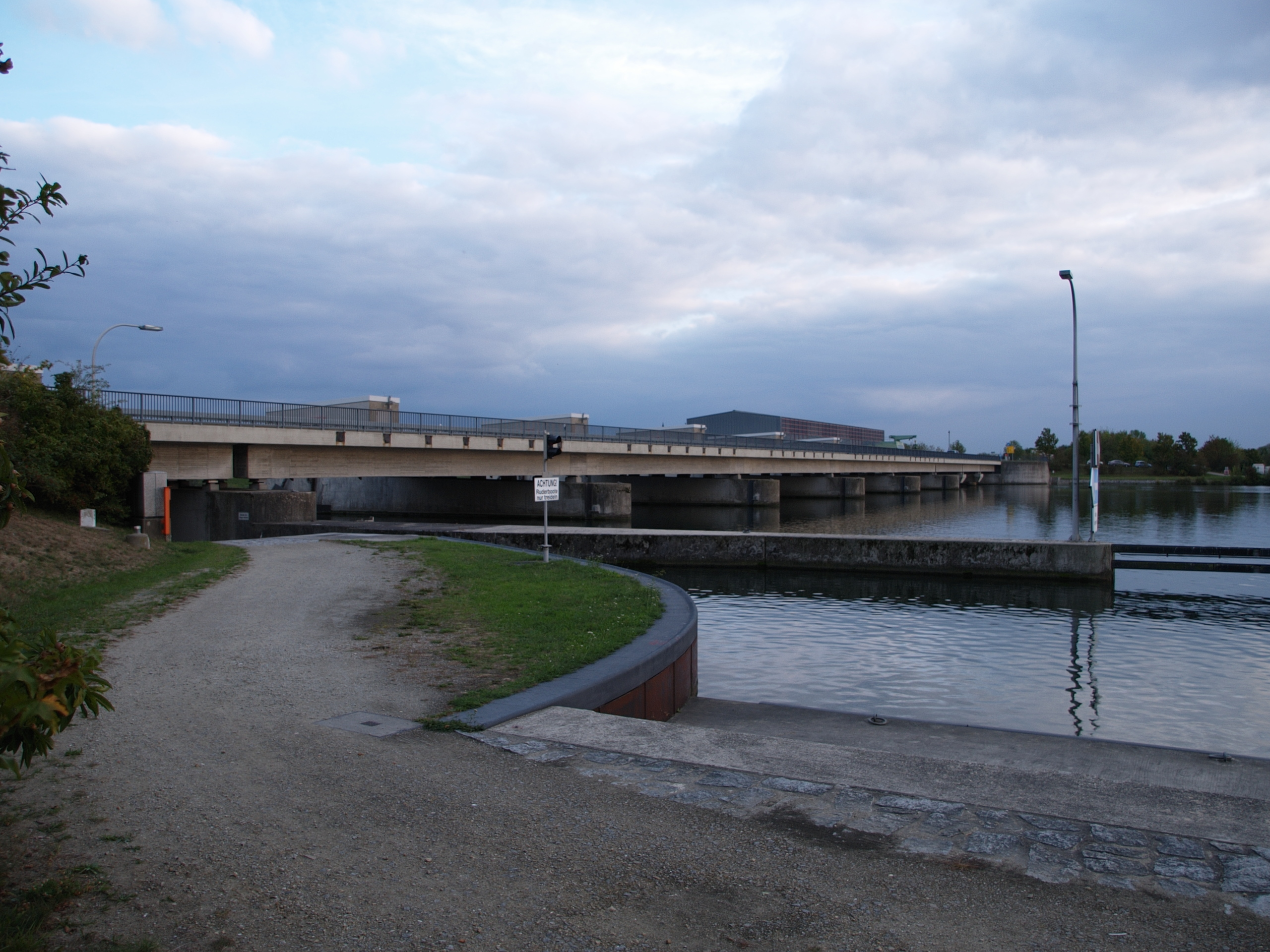
Kagerser Brücke

Die Brückenanlage Kagerser Brücke mit einer Gesamtbauwerkslänge von 542,5 Meter bei einer Brückenbreite von 15,75 Metern und Fahrbahnbreite von 8,5 Metern führt die Kreisstraße SRs48 über die Donau. Sie besteht aus den drei Brückenteilen Schleusenbrücke, Wehr- und Kraftwerksbrücke und Laber-Brücke. Die Verkehrsfreigabe erfolgte am 7. August 1992.

Siehe auch: Kagerser Brücke

## Geschichte
In einem Vertrag zwischen der Bundesrepublik und Bayern vom 16. September 1966, auch genannt Duisburger Vertrag, wurde die Stauregulierung der Donau unterhalb von Regensburg beschlossen, hauptsächlich um einer weiteren Eintiefung entgegenzuwirken und auch um die Fahrrinne der Schifffahrt zu verbreitern, die im Bereich um Straubing zu dieser Zeit nur zwischen 40 und 60 Metern betrug. Hierin wurde als Fertigstellungstermin 1981 genannt. Im Donaukanalisierungsvertrag von 1976 wurde die Rhein-Main-Donau AG mit der Durchführung beauftragt. Als Regelfahrrinnenbreite wurden 100 Meter und für die Fahrrinnentiefe 2,80 Meter als Ausbaugrundsatz festgelegt. Für den Abschnitt zwischen Regensburg und Straubing wurde hieraus eine 2-Staustufen-Lösung mit einer Staustufe in Geisling und einer Staustufe in Straubing entwickelt. Die konkrete Standortwahl nahe Kagers ermöglichte es, die Fahrrinne in die Alte Donau zu verlegen ohne dabei den Wasserstand in der Straubinger Donauschleife zu erhöhen. Die 1978 abgeschlossenen Planungen wurden parallel durch Modelluntersuchungen der Versuchsanstalt Obernach abgesichert. Als Fertigstellungstermin wurde der Sommer 1985 geplant. Baubeginn der Staustufe war 1979 an der Schleuse, aber im Herbst 1981 wurden die Bauarbeiten wegen veränderter Finanzierungszusagen der Politik fast vollständig eingestellt. Im Frühjahr 1983 wurde der Weiterbau entschieden und die Bauarbeiten wurden an der Schleuse und den Vorhäfen wieder zügig aufgenommen. Fertigstellung der Schleuse und die Abtragung des Bschlacht erfolgten 1984. Die Schleusenbrücke wurde 1983 begonnen. Verkehrsübergabe der Kagerser Brücke war am 7. August 1992. Das Kraftwerk wurde 1994 fertiggestellt und ging nach Probebetrieb 1995 ans Netz. Der Durchstich der Öberauer Donauschleife erfolgte im Herbst 1994. Die Fertigstellung der Staustufe Straubing erfolgte 1995.